# 동양초등학교 (경기)
동양초등학교는 대한민국 경기도 화성시에 있는 공립 초등학교이다.

## 학교 연혁
- 2003. 11. 25 동양초등학교 및 병설유치원 설립인가
- 2005. 03. 01 동양초등학교 개교(12학급)
- 2005. 03. 14 학교 건축물 준공
- 2005. 03. 25 급식소 개소식
- 2005. 04. 27 조경공사 완료
- 2005. 06. 07 개교식
- 2006. 06. 07 다목적 강당 준공식
- 2008. 09. 12 경기도교육청 지정 발명시범학교 운영(2)
- 2009. 03. 01 경기도교육청 디지털교과서 시범학교 운영(2)
- 2011. 03. 01 화성시 특성화 교육벨트 운영(2)
- 2012. 03. 01 교육과학기술부지정 창의경영학교(사교육비절감형) 운영(3)
- 2012. 11. 30 2013년 화성시 창의지성교육 모델학교 선정
- 2013. 02. 15 제8회 졸업식(졸업생 99명) 계 643명
- 2013. 03. 01 동양초등학교 28학급 편성
- 2013. 03. 01 제3대 김금자 교장선생님 취임
- 2014. 02. 14 제9회 졸업식(졸업생87명) 계 628명
- 2014. 03. 01 동양초등학교 30학급, 특수 1학급, 유치원 2학급 편성
- 2015. 02. 12 제10회 졸업식(졸업생86명) 계 541명
- 2015. 03. 01 동양초등학교 30학급, 특수 1학급, 유치원 2학급 편성

## 참고 자료
- 동양초등학교 - 한국교육학술정보원 학교알리미